# Eptatretus atami
Eptatretus atami är en ryggsträngsdjursart som först beskrevs av Dean 1904.  Eptatretus atami ingår i släktet Eptatretus och familjen pirålar. IUCN kategoriserar arten globalt som otillräckligt studerad. Inga underarter finns listade i Catalogue of Life.